# Stazione di Tuturano
Stazione di Tuturano vasútállomás Olaszországban, Puglia régióban, Tuturano településen.

## Vasútvonalak
Az állomást az alábbi vasútvonalak érintik:
- Ancona–Lecce-vasútvonal

## Kapcsolódó állomások
A vasútállomáshoz az alábbi állomások vannak a legközelebb: 
- Stazione di Brindisi
- Stazione di San Pietro Vernotico